# مسجد ابراهیم پاشا
مسجد ابراهیم پاشا (به ترکی استانبولی: İbrahim Paşa Camisi)، (به بلغاری: Ибрахим паша джамия) مسجدی در مرکز استان رازگراد شهر رازگراد، متعلق به ترک‌های بلغارستان و سایر مسلمانان بالکان که با شیوه معماری کلاسیک ترکی بنا شده‌است.